# وانفلد
وانفلد (به آلمانی: Wannefeld) یک منطقهٔ مسکونی در آلمان است که در گراده‌لگن واقع شده‌است. وانفلد  ۲۸۷ نفر جمعیت دارد.